# Antoni Baraniak
Antoni Baraniak (1904. január 1. – 1977. augusztus 13.) SDB, a Poznańi főegyházmegye metropolita érseke.

## Életrajza
A poznańi főegyházmegyében, Poznańtól mintegy 50 kilométernyire délkeletre, Sebastianów községben, 1904. január 1-jén született. Az általános iskola elvégzése után elhatározta, hogy Don Bosco követője lesz. Oświęcimbe (Auschwitz) utazott, ahol belépett a Szaléziak rendjébe. Oświęcimben, majd Krakkóban végezte a középiskolai tanulmányait, majd 1924-től három évig Czerwińskben és Varsóban nevelő volt. Ezt követően a rend Rómába küldte, ahol 1931-ben a Gregoriánus Tudományegyetemen teológiából, majd 1933-ban a római Szt. Apolinárius Tudományegyetemen a kánonjogból doktorált. Közben a Zsinati Szent Kongregációnál dolgozott. Rómából többször átugrott Magyarországra, hogy Esztergomtáborban, Óbudán, Rákospalotán, Újpesten és Nyergesújfalun meglátogassa a szalézi testvéreket, 1930-ban pedig – útban Lengyelországba – a kőbányai lengyel templom avatására is eljött, s ekkor alkalma volt találkozni August Hlond bíboros–hercegprímással, akinek később a legközelebbi munkatársa lett. A magyarországi lengyelekkel a második világháború éveiben is élénken tartotta a kapcsolatot.

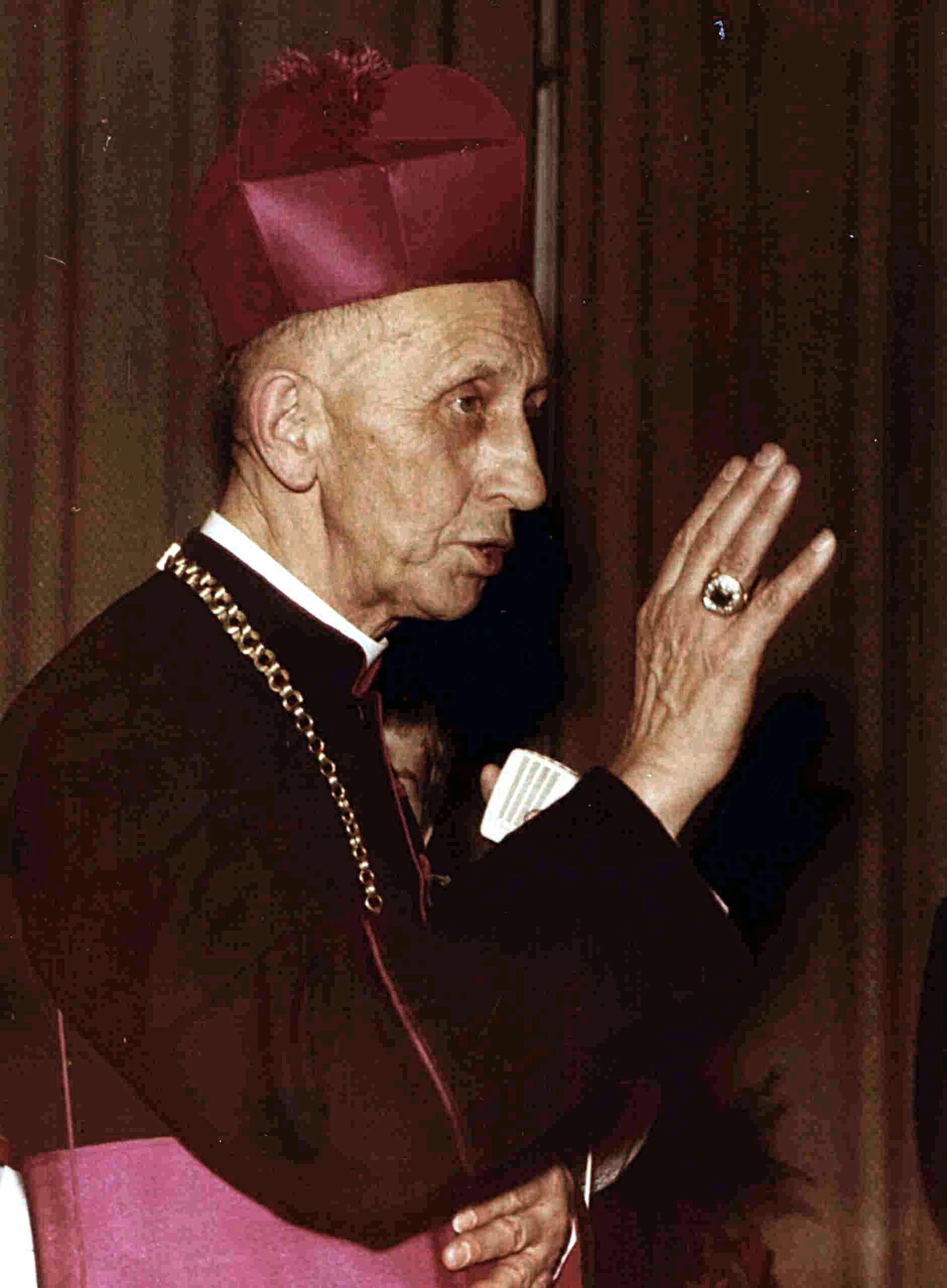
Antoni Baraniak poznańi metropolita érsek 1976-ban. Fotó: Roland von Bagratuni öröksége

### Pappá szentelése
Antoni Baraniak SDB Krakkóban, 1930. augusztus 3-án, herceg Adam Stefan Sapieha metropolita érsek, bíboros (*1867 †1951) kezéből nyerte a papi felszentelést. (Így már érthető, miért lett a legjobb barátja Karol Wojtyła későbbi krakkói érsek, majd II. János Pál pápa, akit közvetlenül a második világháború befejezése után, szintén a herceg bíboros szentelte pappá.) Három évvel később, 1933 szeptemberében, August Hlond (*1881 †1948, 1926–1948) gnieznói és poznańi hercegérsek, bíboros-hercegprímás személyi titkára lett, közben tudományos és kiadói tevékenységet folytat, nevelési és missziós tárgyú írásokat publikál. Amikor 1939-ben Sztálin és Hitler közös agressziót követtek el Lengyelország kárára, Hlond bíboros–hercegprímás társaságában Romániába, majd onnan Franciaországba menekült, ahol változatlan lelkiismeretességgel vezette a kancelláriáját.

### Emigrációban
Franciaországban Antoni Baraniak páter Kapcsolatba került a londoni lengyel emigrációs kormánnyal és annak szerveivel. Zdzisław Antoniewiczcsel is levelezett, akit még a háború előtt ismert meg, mert Antoniewicz családja mindig közvetlen kapcsolatokat tartott fenn a poznańi–gnieznoi bíboros-érsekkel, hercegprímással, így August Hlond bíborossal is. A balatonboglári lengyel gimnáziumnak és Hanauer Árpád váci püspök szárnyai alatt a lengyel zsidógyerekek részére létesített iskolának nyújtott hatékony, széles körű magyar egyházi támogatás, nagymértékben Hlond bíborosnak és nem utolsósorban a titkárának, Antoni Baraniak atyának is köszönhető volt, akik a magyarországi lengyel menekültek támogatása érdekében nem egy levelet váltottak Serédi Jusztinián bíboros-hercegprímással (1927–1945) és Angelo Rotta pápai nunciussal.

### Ismét odahaza

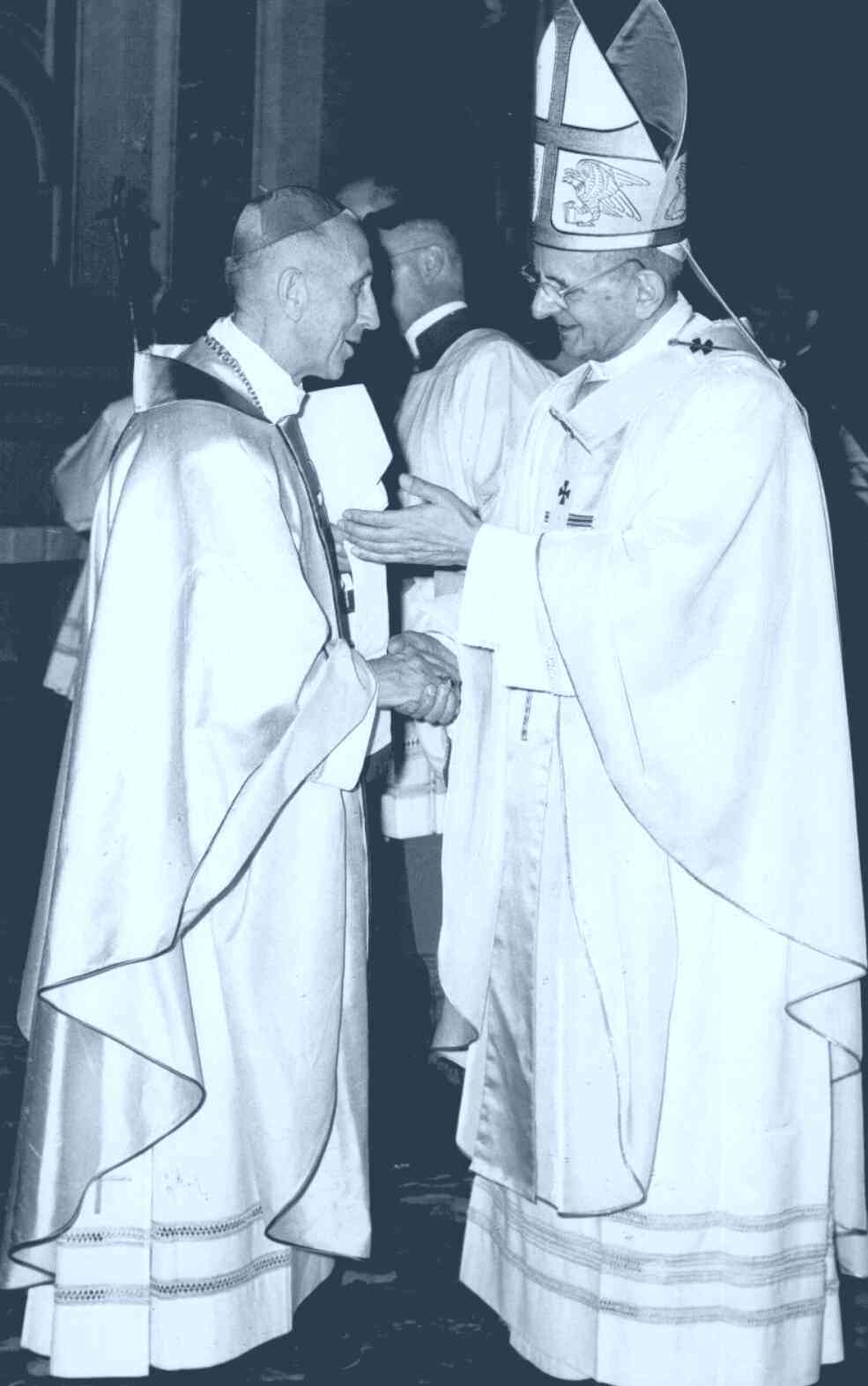
Antoni Baraniak metropolita érsek VI. Pál pápánál – Fotó: Roland von Bagratuni öröksége

A második világháború befejezése után az egykori magyarországi lengyel menekültek mellett, általában az emigrációból Lengyelországba hazatértek intenzíven keresték egymással a kapcsolatot, egymást támogatták, segítették. Így amikor – 1950-ben – Antoniewicz Zdzisław Jan kiszabadult a lengyel ávéhások fogságából, az elsők között Antoni Baraniakot kereste meg, aki Hlond hercegprímás 1948-ban bekövetkezett halála után, Stefan Wyszyński (sz.1901 megh.1981, 1948 1981) varsói-gnieznoi hercegérsek, bíboros-hercegprímás titkára lett. „Bölcsen tette, mert ezzel átmeneti munkához jutott, és így megmentette a családunkat az éhhaláltól“ – írja a fia. Másokkal együtt magyarra fordította a bolsevista állam és a lengyel egyház között megindult tárgyalások dokumentumait, amelyek rövid időn belül – többek között id. dr. Antall József közvetítésével – Mindszenty József bíboros–hercegprímás és más magyar egyházi vezetők kezébe kerültek, aminek köszönhetően a magyar egyház – sajnos nem sok eredménnyel – megcáfolhatta Rákosiék azon hazugságait, hogy „a lengyel egyház elfogadta“ a kommunisták egyházellenes intézkedéseit. De átültette lengyelre a hasonló úton a lengyel egyházvezetéshez érkezett, hasonló tartamú magyar egyházi anyagokat is. „A néhány hónapig tartó munkát az ávósoknak köszönhetően vesztette el, mert – habár Baraniak püspök úr őexcellenciája – írja Magyarországon élő fia – a bolsevista üldöztetésére való tekintettel az édesapámat nagy titokban foglalkoztatta, valószínűleg éppen emiatt – 1953-ban ismét letartóztatták. Amikor kiszabadult, nagy megdöbbenéssel értesült arról, hogy Mindszentyhez hasonlóan, Antoni Baraniakkal együtt Wyszyński bíboros is a bolsevisták börtönébe került.“ Az akkori egyházellenes intézkedések nemcsak a lengyel egyházat sújtották. „Mindennek nemzetközi hátterét az képezte – írja Gergely Jenő –, hogy 1948-ra – nem utolsósorban a Kominform által összehangoltan – folyt a hadjárat az imperializmus eszközének minősített egyház ellen. Így Varsótól Prágán és Budapesten át Zágrábig nagyjából azonos vádakkal folyó koncepciós perek alkalmazásával távolították el a megegyezés akadályainak megtett főpapokat. (…) A hatalom úgy vélte, hogy a katolikus egyház együttműködése adminisztratív eszközökkel kényszeríthető ki. Ennek legsúlyosabb megnyilvánulása volt Mindszenty József bíboros 1948. december 26-i letartóztatása. “

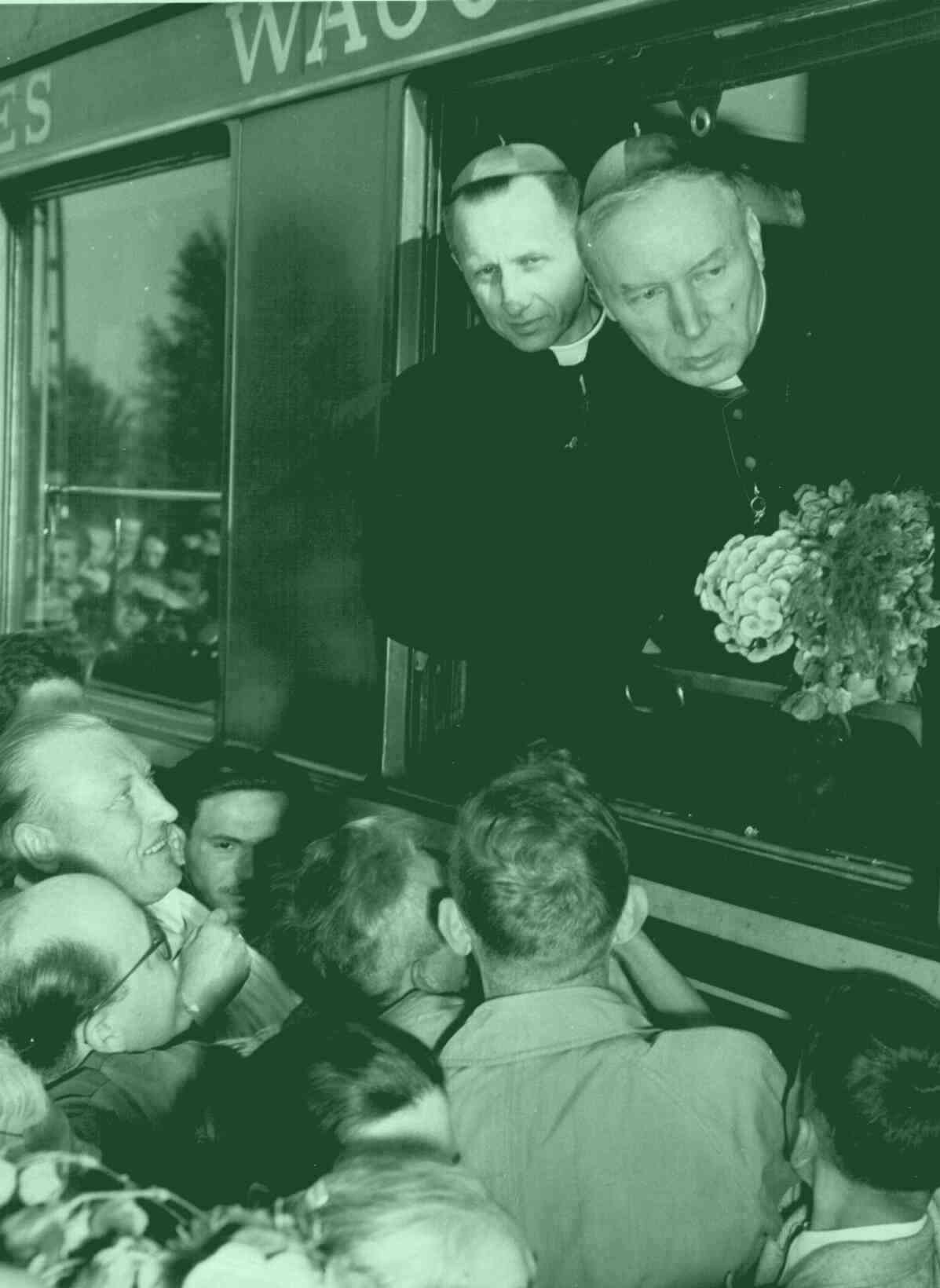
Antoni Baraniak metropolita érsek és Stefan Wyszyński bíboros-hercegprímás Rómába mennek. Fotó: Roland von Bagratuni öröksége

### Püspökké szentelése
Antoni Baraniak SDB atya életében 1951 új fordulatot hozott: XII. Piusz pápa április 30-i dekrétumával az örményországi theodoziopoliszi címzetes püspökké és gnieznoi segédpüspökké nevezte ki. Méltó volt erre a megtiszteltetésre, hiszen a Szentírás szerint: „A püspöknek ugyanis, mint Isten intézőjének, feddhetetlennek kell lennie, nem kevélynek, nem haragosnak, nem iszákosnak, nem verekedőnek, nem rút haszonlesőnek, inkább vendégszeretőnek, jóakaratúnak, józannak, igaznak, szentnek, önmegtartóztatónak, aki helytáll a hiteles tanítás megbízható végzésében, hogy az egészséges tanítás alapján képes legyen inteni is, és azokat, akik ellentmondanak, megcáfolni. (Tít 1,7-9) A gnieznoi főszékesegyházban, 1951. július 8-án, Stefan Wyszyński bíboros-hercegprímás színe előtt nyert felszentelést és felkenést.

### A kommunista börtönben
Ekkor már egyre nagyobb bolsevik–fasiszta nyomás nehezedett a lengyel egyházra is, hiszen gyászos garázdálkodásuk első napjaitól kezdve, Sztálin és internacionalista bérencei nyíltan és szégyentelenül hirdették az egyházak elleni háborút. A bolsevista Gestapó – a lengyel ávéhá, az Urząd Bezpieczeństwa – pribékjei egyre több pap, szerzetes és apáca ellen indítottak a hitlerista tejtestvéreiket is megszégyenítő fasiszta hajtóvadászatot. Sokukat rejtélyes körülmények közepette ölték meg, a szerencsésebbek börtönbe kerültek. 1953-ban Stefan Wyszyński bíboros-hercegprímással együtt, Antoni Baraniak püspököt is letartóztatták és a hírhedt varsói Rakowiecka utcai börtönbe vitték, ahol több éven át embertelen körülmények közepette, semmiféle bírósági ítélet nélkül raboskodtak. A két főpap felemelt fejjel, büszkén tűrte a szenvedéseket, mert jól tudták: „amikor Isten igazságos ítélete megnyilvánul, s ő majd megfizet mindenkinek tettei szerint [Zsolt 62,13;]: örök élettel azoknak, akik a jócselekedetben való kitartásukkal dicsőséget, tisztességet és halhatatlanságot keresnek, haraggal és bosszúval a viszálykodóknak és azoknak, akik nem engedelmeskednek az igazságnak, hanem a gonoszságnak hisznek. Gyötrelem és kín lesz az minden embernek, aki gonoszat tesz (…); viszont dicsőség, tisztesség és béke mindenkinek, aki jót cselekszik“ (Róm 2,5-10)

### Władysław Gomułka szabaddá teszi a lengyel egyházat
A hercegprímást és Baraniak püspököt 1956-ban Władysław Gomułka szabadíttatta ki, Antoni Baraniak püspök súlyos betegségére, kórházi műtéten történt átesésére való tekintettel korábban, 1955. december 30-án hagyhatta el a börtönt, ahonnan afféle házi fogságba került: 1956-ig a Poznańi főegyházmegye területén lévő, Ostrzeszów melletti Marszałkiban, a Szaléziak ottani rendházában nyert kényszerelhelyezést, de az egyre inkább súlyosbodó egészségi állapotára való tekintettel, szanatóriumi kezelésre Krynicába utazhatott, ahol végig az állambiztonságiak lankadatlan figyelmének középpontjában volt. A poznañi forradalmat követő 1956-os októberi fordulatnak köszönhetően térhetett vissza a munkájához a hercegprímási titkárságon. Baraniak püspök első külföldi útja a hercegprímás társaságában Rómába vezetett. Ez az út a lengyel egyház nagy erődemonstrációja is volt: a várható repressziók ellenére, Varsóban hívek tízezrei templomi zászlókkal, Szűz Mária képekkel, templomi énekkel búcsúztatták a két főpapot.

### A Poznańi főegyházmegye élén

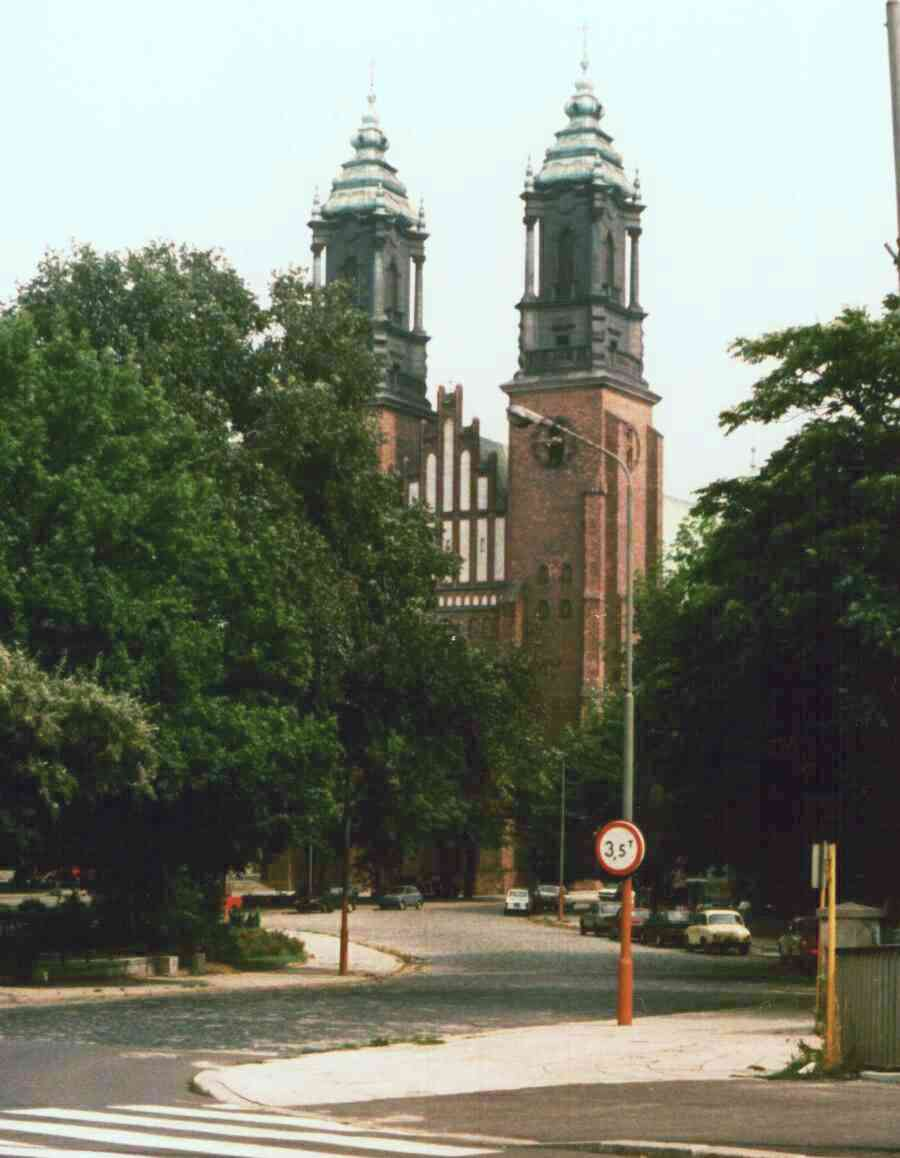
Poznań – Szent Péter és Szent Pál Főszékesegyház. Fotó: Roland von Bagratuni

Antoni Baraniak püspök Rómában tudta meg azt, hogy a Szent Atya, XII. Pius (1939–1958) pápa 1957. május 30-i bullával a Poznańi főegyházmegye vezetésével bízta meg, amely Walenty Dymek metropolita hercegérsek 1956. október 22-én bekövetkezett halálával főpásztor nélkül maradt. „A főegyházmegye vezetését 1957. július 2-án vette át, ünnepélyes beiktatására 1957. október 6-án a poznańi főszékesegyházban került sor, amelyen – írja Budapesten élő egykori ministránsa – a szüleimmel együtt én is jelen voltam. Ezen a napon óriási tömeg gyűlt össze a főszékesegyház előtt. Emlékszem: mivel az Ostrów Tumski szigeten – amelyen a főszékesegyház, az érseki, a püspöki és a kanonoki paloták mellett, zömében egyházi intézmények találhatók – átvezető akkoriban egyetlen, Poznań bal és jobb parti részét, és egyben Berlint Varsóval és Moszkvával összekötő úton kora hajnaltól órákig állt a forgalom, így nem közlekedtek a trolibuszok sem, ezért az ünnepi szertartásra gyalog mentünk el.“ Kerek húsz évi főpásztori tevékenysége során, Antoni Baraniak metropolita hercegérsek ötszáznál több papot szentelt fel, számos új parókiát létesített a túl nagy városi parókiák kettéosztásával, de a legtöbbet a gyerekekkel és az ifjúsággal foglalkozott. Mert „Az igaz, aki tökéletességben jár, boldog gyermekeket hagy maga után.“ (Péld 20,7) „Majď tíz évig voltam a ministránsa – emlékezik könnyező szemekkel Budapesten élő egykori ministránsa –, s Ő bérmált engem. Nagyon szerettem és tiszteltem, szinte a második édesapámnak tekintettem. Minden egyes találkozásunk során érezhetően sugárzott belőle a felnövekvő nemzedékbe vetett don-boscói hit, a gyerekek és az ifjúság odaadó szeretete. Igen fontos tény az, hogy 1959. november 21-én Antoni Baraniak metropolita érsek indította útjára a Pápai jogú Krisztus Király Misszionárius Nővérek Társaságát a Külföldön Élő Lengyelek Számára, amely Budapesten is működik (1103 Budapest, Óhegy u. 11. Tel.262-5502).

### Karol Wojtyła legjobb barátja
„Soha nem felejtem el, amikor még kiscserkészként a Poznań-környéki Wielkopolski Nemzeti Park kellős közepén sátortáboroztunk, és éppen én voltam éjszakai őrségben, amikor az éj leple alatt váratlanul titokzatos látogatók bukkantak fel a tisztás szélén. Az érsek úr Karol Wojtyła krakkói kanonok társaságában jött hozzánk, természetesen gyalog a mintegy 15 kilométernyire fekvő vasútállomástól. (Wojtyła bíboros, majd II. János Pál pápa később ahányszor csak összefutottunk, mindig kiválóan emlékezett rám, pedig aki naponta ezrekkel ismerkedik meg, találkozik, minden egyes arcra nem mindig pontosan emlékszik …) Akár Wojtyła, Baraniak érsek is szerette a sportot, a természetjárást, de az állambiztonsági gazemberektől elszenvedett kínzások, súlyos testi sértések egész sora miatt, nem mindig tudta élvezni. Antoni Baraniak őexcellenciája az élete végéig a legtöbbet azon fáradozott, hogy a gyerekek és a fiatalok megfelelő erkölcsi és hitnevelésben részesüljenek. Rengeteg szépet, jót és hasznosan tanultam tőle. Édesapám helyett is apám volt“ – könnyező szemekkel említi egykori ministránsa.

### A kommunisták újra támadnak
Sajnos a kezdeti enyhülés után – 1956 végén az iskolatermek falaira visszakerült a kereszt, az iskolákba a hittanórák –, a lengyelországi bolsevizmus az ötvenes évek végével megpróbálta visszalopni az elvesztett pozíciókat. Az iskolákból kiűzték a hittantanárokat, a feszületeket letiltották a közintézmények falairól. Mindez azonban már nem tudta megakadályozni a lengyel egyház megerősödését, ami végül a Solidarność győzelméhez és a világkommunizmus teljes csődjéhez és összeomlásához vezetett. „A katolikus egyház ereje Lengyelországban – írja Jakub Karpiński az emigrációs párizsi Kultura gondozásában megjelent »A furcsa háború« című könyvében – a háború után számos országénál jóval nagyobb volt, de nagyobb más lengyelországi egyházak és felekezetek erejénél is. Erről az erőről tanúskodott a hívők száma, a vallásgyakorlás általánossága és nyíltsága, a papi és szerzetesi hivatások száma, valamint a hatóságok által valószínűleg érzett azon készség a hívők részéről, hogy veszélyeztetés esetén megvédjék az egyházat.“

### A lengyel egyház ereje

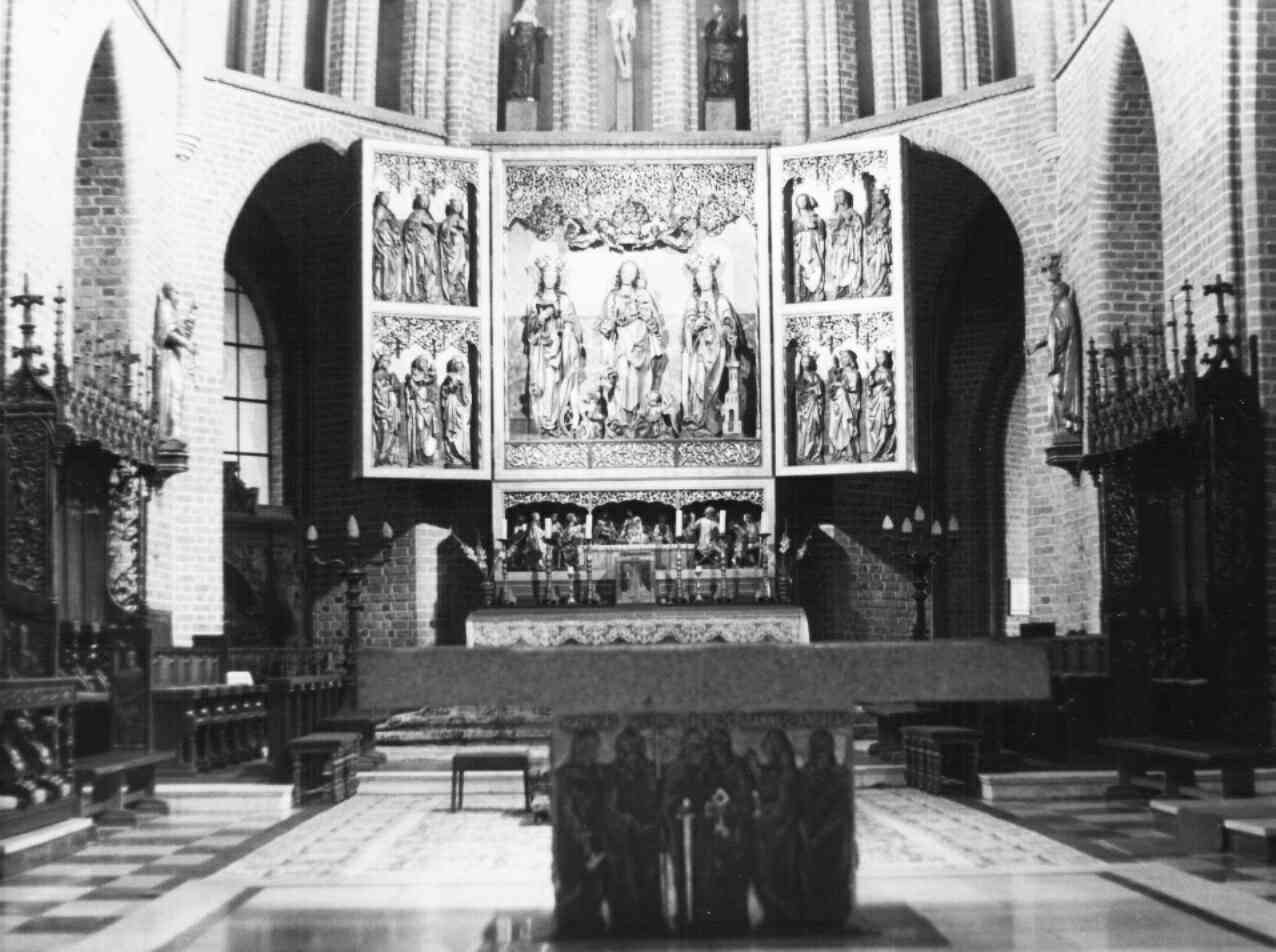
Poznań – A Szt. Péter és Szt. Pál Főszékesegyház főoltára. Fotó: Roland von Bagratuni

A bolsevisták Közép-Kelet-Európában „Ezer módon vették célba az Egyház iránt elkötelezett laikusokat, valamint az egyszerű híveket is – írja Vatikán kelet-európai politikáját majd’ három évtizedig formáló Agostino Casaroli bíboros-érsek. – „Nem mindenhol volt egyforma a helyzet, de mindenütt féktelen vallásellenes vihar tombolt. Különösen az Egyházhoz leghűbb püspököket, papokat valamint a korábban egészségügyben és a karitatív munkában értékes munkát végző szerzeteseket és szerzetesnőket üldözték. Lengyelország viszont valóban egyedül álló eset volt. Nem azért, mintha az ottani kommunisták alapjában véve más irányvonalat követtek volna az Egyházzal szemben, hanem mert az Egyház öntudatos támogatásra számíthatott a hagyományos vallásossághoz erősen ragaszkodó egész népesség részéről.“ A lengyel egyház erejét mi sem bizonyítja jobban annál, hogy – például – az első helyen áll a világon az újmisés papok számával. Csupán 1978-ban Lengyelországban 438 papot szenteltek fel, eközben Olaszországban csak 436-ot, Spanyolországban 252-t, Franciaországban 184-et és Németországban 170-et. A Lengyel Püspöki Kar által 1981-ben közzétett adatok szerint 1980-ban érték el a rekordmagasságot. A 27 egyházmegyében és a 29 szerzetesrendnél összesen 632 papot szenteltek fel. Ebben az évben Lengyelországban 20.234 pap tevékenykedett és a papnevelő intézetekben 6.285 fiatal készült a papságra, közülük 4.449 az egyházmegyés, a többi a szerzetesi szolgálatot választotta. A lengyel egyház megerősödésének a beteljesedése Karol Wojtyła krakkói hercegérsek-bíborosnak II. János Pál pápává történt megválasztása (1978. október 16.) volt.

### Halála
Súlyos, még az Urząd Bezpieczeństwa börtönében szerzett hosszan tartó betegség után, az Úr Antoni szolgáját egy évvel korábban, 1977. augusztus 13-án magához szólította. A temetésén több külföldi püspökkel, érsekkel és bíborossal, a lengyel püspöki kar valamennyi tagjával, a szerzetesrendek vezetőivel együtt, a mély gyásztól vérző szívvel, a leendő pápa is részt vett. Stefan Wyszyński hercegprímás mellett, Antoni Baraniak metropolita hercegérsek volt az egyik legerősebb motorja – a bolsevisták szavait idézve – az »egyházi reakciónak«.

## A német püspökökhöz intézett engesztelő pásztorlevél
Antoni Baraniak érsek Bolesław Kominek wrocławi érsekkel, bíborossal (1903–1973) együtt, egyik kezdeményezője és érdemi szerzője volt annak a pásztorlevélnek, melyet a hatvanas évek közepén, a krisztusi kiengesztelődés szellemében, a lengyel püspöki kar a német püspöki karhoz intézett, majd 1973 novemberében a lengyel püspökök közül elsőként Antoni Baraniak érsek látogatást tett a Német Szövetségi Köztársaságban.
Agostino Casaroli bíboros-érsek, vatikáni államtitkár erről többek között ezt írja: „Egy incidens azonban 1965 végére erősen megbolygatta a püspöki kar és a kormány közötti egyébként is feszült kapcsolatokat. A lengyel püspökök üzenetben kérték a világ katolikus püspökeit, hogy a közelgő millenniumuk alkalmából lélekben ünnepeljenek velük. Ennek keretében november 18-án levelet küldtek a német püspököknek, melynek tartalma egyedülállóan fontos volt. Emlékeztetve a Németország és Lengyelország közötti kapcsolatok hosszú történelmére, fény- és árnyoldalakra, különösen a legutóbbi háború tragikus időszakában, a lengyel főpapok felhívással fordultak a német püspökökhöz: »Próbáljunk felejteni!« És kezüket nyújtották német testvéreiknek: »Megbocsátva és megbocsátást kérve.« A lengyeleknek kétségkívül sok megbocsátani valójuk volt, de a németeknek is volt sok, azokért a szenvedésekért, melyek milliók kitelepítésekor érte honfitársaikat a lengyelek által elcsatolt területekről, a nagy háborús konfliktus után. A német püspökök válasza, a várakozásnak megfelelően, pozitív volt: »Testvéri tisztelettel szorítjuk meg kinyújtott kezeteket (…) soha többé a gyűlölet rontó kísértete ne választhassa szét kezünket«. (…) A szerzők között ott volt Josef Ratzinger bíboros is, a későbbi XVI. Benedek pápa. A pozitív kimenetel ellenére a lengyel kormány a nemzeti érdekek elárulásával és az ország külpolitikai vonalvezetésének meghatározásában a kormány szerepének átvállalására tett kísérlettel vádolta a püspököket.“

## Az érsek szentszéki munkája
Antoni Baraniak érsek aktívan részt vett a II. vatikáni zsinat munkájában, a Keleti Egyházak Ügyeivel Foglalkozó Zsinati Bizottság tagja volt, majd a Lengyel Püspöki Kar Főtanácsának tagjaként az egyik legfontosabb bizottságának: A Második vatikáni zsinat Határozatait Végrehajtó Bizottságának az elnöke volt. A Szentév Lengyel Nemzeti Szervezőbizottságának is az elnöke volt, e mellett több fontos vatikáni megbízatást is teljesített. Tagja volt a Szentségek Kongregációjának valamint a Szentté- és Boldoggá Avatási Kongregációnak. Az egyházmegyéjében 1968-ban megszervezte a 968-ban Lengyelországban elsőként alapított poznańi püspökség millenáris ünnepség-sorozatát. „Jelképes tény az, hogy ő volt a főegyházmegye első évezredének az utolsó és a második évezredének az első főpásztora. Antoni Baraniak tevékenysége szorosan összeforrt Stefan Wyszyński bíboros harcával“ – írja egyik egykori ministránsa.

## Wyszyński bíboros Baraniak érsekről

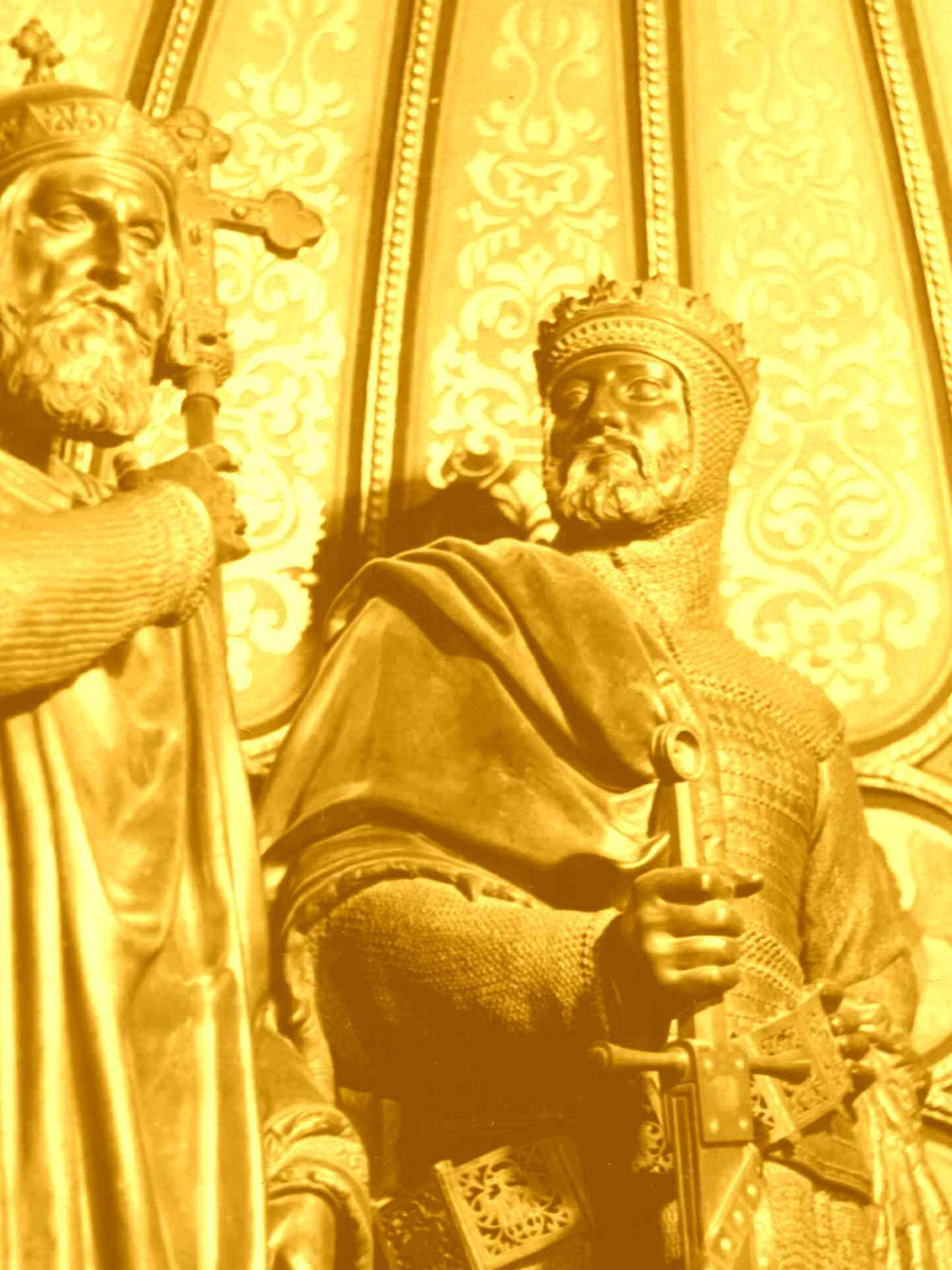
A poznańi Szt. Péter és Szt. Pál Főszékesegyház aranykápolnája – I.Mieszko fejedelem – Bolesław Chrobry első király síremléke. Fotó: Roland von Bagratuni

Antoni Baraniak metropolita hercegérsek temetésén, 1977. augusztus 18-án Stefan Wyszyński gnieznoi-varsói hercegérsek, bíboros-hercegprímás – a többek között – a következőket emelte ki: „Diszkrét, inkább hallgatag ember volt. A munkájában pontos volt, Lengyelországban nyugodtan vitte az Egyház reá bízott, olykor igen nehéz ügyeit. Csodálni lehetett a rendkívüli diszkrécióját. A haldokló August Hlond bíboros-hercegprímás óhajára, az ő feladata lett átadni a Szentszéknek a bíboros utolsó kívánságát, aki mindvégig a Lengyelországban reá bízott Egyházért aggódott. Arra gondolt, ki veszi át az ő feladatát, a súlyos kötelezettségei majd kire hárulnak. Ezért a halálos ágyáról többször írt a Szentatyának. És mindezeknek a levélváltásoknak a szemtanúja és végrehajtója August Hlond bíboros káplánja, Antoni Baraniak atya volt. De minderről senki sem szerzett tudomást még a bíboros halála után sem. Véletlenül ismertem meg ezt a titkot, amikor mindketten 1956-ban visszajöttünk a börtönből és ezekre a levelekre rábukkantam azokban az aktákban, melyeket az állambiztonsági szervek visszaszolgáltatták a Lengyelország Hercegprímása Titkárságának Varsóban. (…) Mindketten egyazon éjszakán lettünk letartóztatva. (…) Nem tudtuk, mi a sorsaink. Amikor megkérdeztek: távozásom után ki lesz itt a házigazda, azt válaszoltam: Baraniak püspök. Akkor nem mondták meg nekem, hogy őt már elszigetelték. Néhány órával az elhurcolásom után őt is elvitték és börtönbe szállították. Ezek az Egyház számára szomorú idők voltak, de nem a szolgái számára, mert miránk tartozik – bár ez nem könnyű – örvendezni, hogy adva volt nekünk Krisztus nevében elszenvedni a megalázást. Varsóban a Rakowiecka utcában bebörtönzött Antoni Baraniak számomra afféle pajzs volt. Mert őt sújtották a fővádak és szemrehányások, miközben az elkülönülésemben engem három évig kíméltek. Viszont nem kímélték Antoni püspököt. 1956-ban annyira megtörten tért vissza a Miodowa utcába, hogy a pszichofizikai egzisztenciáját már soha nem építette újjá. Apró, vékony, sovány em¬ber maradt, bár ugyanakkor rendkívül aktív volt, bármilyen nehézséget gondolkodás nélkül elvállalt. (…) Bár a börtönből történt visszatérésünket követően egy ideig még együtt dolgoztunk, ezekről a dolgokról soha nem beszélt. Arról, hogyan szenvedett, csak a rabtársaitól lehetett tudomást szerezni. (…) Sejtettem, hogy a börtönben a viszonylagos nyugalmamat neki köszönhetem, mert mintha magára vette volna Lengyelország Hercegprímásának egész terhét. Ez közöttünk egy rendkívül erős kapcsot teremtett. (…) Hiszen így kezdte a pályafutását Krisztus valamennyi tanítványa, és nem lehet elvárni azt, hogy a későbbi időkben ebben a módszerben bármi is változzon. A papnak még a legnehezebb helyzetekben is Krisztust kell vallania. (…)“

## Baraniak érsek közvetített…

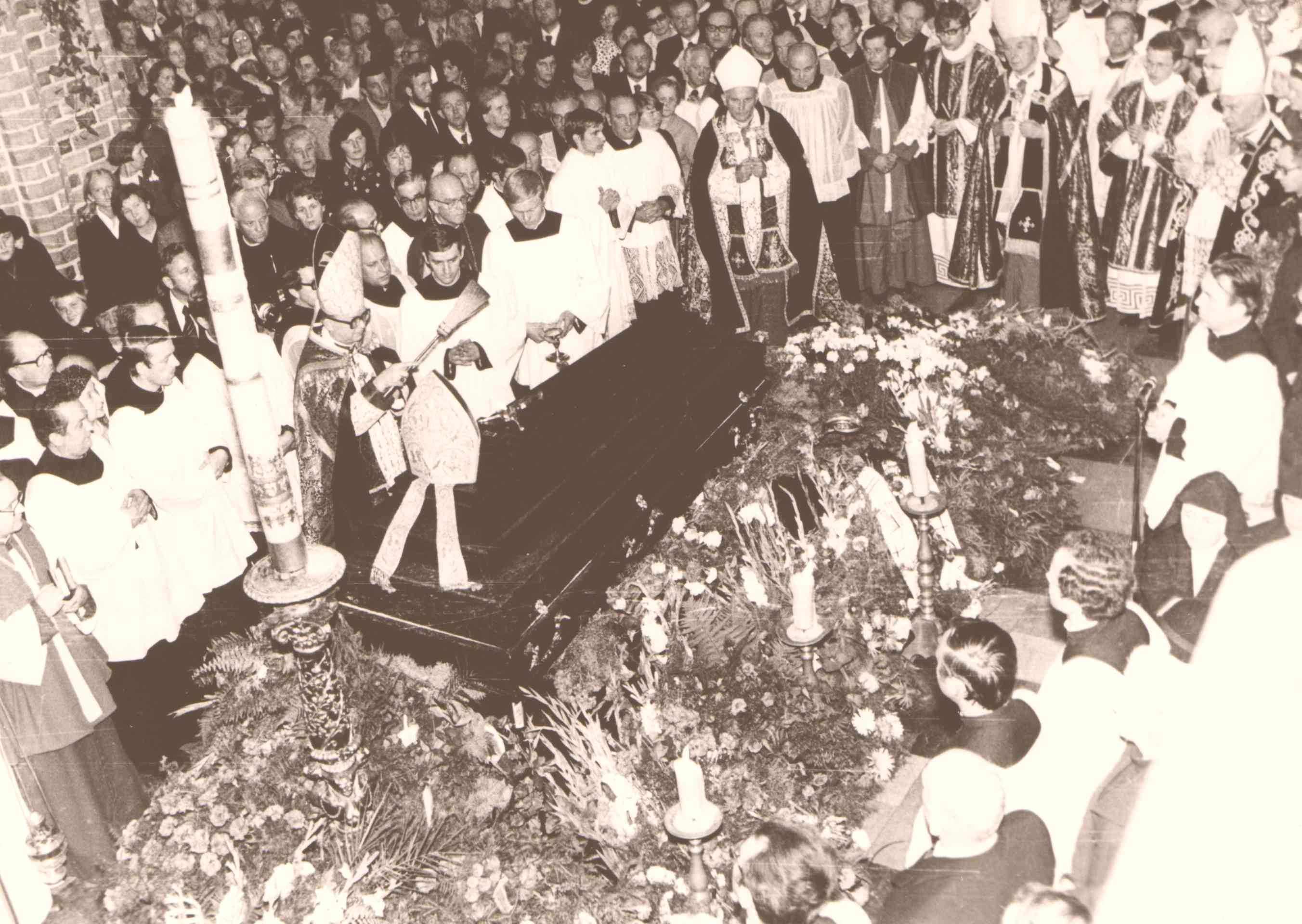
Antoni Baraniak érsek temetése. A sarokban Karol Wojtyła bíboros krakkói érsek – Fot.Roland von Bagratuni

Antoni Baraniak érsek úrnak köszönhetően – írja egykori ministránsa –, nagyon sok igen kedves, nagyszerű, sőt: csodálatos papot, vagy papjelöltet is megismerhettem. Közéjük tartozott a később mártírhalált szenvedett Jerzy Popiełuszko atya is. Pontosan emlékszem a csodálatos, az Úr által összehozott első találkozónkra. Mintegy háromnegyed évnyi ministrantúra után lehettem, amikor az érsek úr váratlanul magához hivatott. Közölte velem, hogy elismerését szeretné kifejezni amiatt, hogy nemcsak kiválóan ministrálok latinul, de önszorgalomból még az Ave Mariat, a Pater Nostert és a Credot is hibátlanul megtanultam latinul. Ezért jutalomból a költségén elküld Częstochowaba egy országos ministráns-találkozóra. Boldogan utaztam, hiszen mindig is örültem az új ismerettségeknek, barátságoknak. Mert a Szentírás világosan fogalmaz: „Jóindulat és barátság megment, ehhez tartsd magadat, hogy ne legyen ócsárlásban részed.“ (Péld 25,10) A częstochowai találkozón egy vézna, szegényesen öltözött, de a mély vallásosságától mindenkire sugárzó szemmel néző falusi gyerekre figyeltem fel. Hosszan elbeszélgettünk, majd bemutatkoztunk egymásnak és címet cseréltünk. Jerzy Popiełuszkonak hívták és majdnem a szovjet határon, a Mazuri-tóvidék és a Białystoki vajdaság peremén, egy „Isten háta mögötti” kis falúban élt. Megígértem neki, hogy meglátogatom, hogy írok neki, de a későbbi események sajnos úgy hozták, hogy teljesen megfeledkeztünk egymásról. Aztán csoda történt. A millenáris ünnepségek során ismét összefutottunk. Azonnal felismert engem. Ekkor közölte, hogy pap lesz. Mire én egyből rávágtam, hogy én is pap szeretnék lenni, de mivel örmény vagyok, a velencei mechitaristákhoz szeretnék elutazni. Persze nem lett ebből semmi, hiszen „Ne szabjátok magatokat e világhoz, hanem alakuljatok át értelmetek megújításával, hogy felismerjétek, mi az Isten akarata, mi a jó, neki kedves és tökéletes.“ (Róm 12,2) De Popiełuszko Jurek mégis pap lett! És mit hoz az Isten! Harmadszor megint véletlenül futottunk össze, ő ekkor már Varsóban a Kostka Szent Sztaniszló templom  plébánosa volt. Barátaimmal – köztük Kerényi Gráciával és Elbert Jánossal – teljesen véletlenül tértünk be a templomba és akkor találkoztunk. Később gróf Keglevich István atyának (akinek hosszú évekig barátja, ministránsa és sekrestyése voltam) elsőként a „reakciós lengyel papok” közül éppen őt mutattam be – írja az érsek egykori ministránsa.